# IC 518
IC 518 је ознака објекта на координатама са ректансцензијом 8h 36m 7,0s и деклинацијом + 0° 41" 36'. Открио га је Гијом Бигурдан, 15. марта 1890. Каснијим посматрањима на том положају није уочен никакав астрономски објекат.